# Taira decorata
Taira decorata là một loài nhện trong họ Amaurobiidae.
Loài này thuộc chi Taira. Taira decorata được Chang-Min Yin & Y. H. Bao miêu tả năm 2001.